# 미국 태평양 육군 (AFPAC)
미국 태평양 육군(영어: United States Army Force, Pacific (USAFPAC))은 태평양 전쟁 말기에서 일본 군정기 초기에 있었던 미국 육군의 태평양 전구 총사령부이다.

## 역사
1945년 4월 6일, 몰락 작전에 앞서 아시아-태평양 전구 안의 모든 미국 육군을 통합적으로 지휘통제하기 위해 제2차 세계 대전 남서태평양 전구의 필리핀 마닐라에 진주한 극동육군 본부를 기반으로 더글러스 맥아더 원수가 창설하였다.
6월 10일, 극동육군에서 서태평양 육군, 제6군, 제8군을 전속 및 모든 기능을 이관받아 완전한 기능을 갖추고 운영되기 시작하였다.
8월 8일, 일본과 한국 점령을 적시하는 블랙리스트 작전의 최종본을 출판하였다. 제10군이 한국을 점령하는 임무를 수행할 예정이었으나, 제24(XXIV)군단에게 넘겨졌다.
8월 15일, 더글러스 맥아더 원수가 초대 연합군 최고사령관에 취임하였다.
1947년 1월 일, 새해 첫날에 미국 서태평양 육군은 오키나와의 ASCOM-I와 합쳐져 필리핀-류큐사령부로 재편성되고, 2월 1일에는 태평양 지역의 육군이 하와이의 미국 중부태평양 육군으로 집중되었다. 중부태평양 육군은 태평양 지상군으로 재편성되고, 육군 항공군은 태평양 항공사령부로 재배속되었다. 극동지역에 주둔하는 모든 부대는 극동사령부로 넘겨졌다.

## 같이 보기
- 미국 극동 육군, AFPAC의 전신.
- 미국 태평양 육군, 1957년 이후의 태평양 전구의 육군 지휘부.

## 참고

### 자료
- “Records of General Headquarters, Southwest Pacific Area and United States Army Forces, Pacific (World War II)” (영어). National Archives and Records Administration. 2016년 8월 15일. 2020년 2월 18일에 확인함.
- “Order of Battle ofThe United States Army Ground Forces in World war II Pacific theater of Operaions” (PDF) (영어). 워싱턴 D.C.: 미국 육군부 군사사 총감. 1959. 101-104(115-118)쪽. 2017년 1월 24일에 확인함.